# 永井葉月
永井 葉月（ながい はづき、1994年8月15日 - ）は、日本のフィールドホッケー選手である。

## 経歴
岐阜県出身。
各務原市立中央中学校、岐阜県立岐阜各務野高等学校を経て、2013年にソニーグローバルマニュファクチャリング&オペレーションズに入社し、ソニーHC Bravia Ladiesでプレーする。姉はホッケー女子日本代表の永井友理。
2012年よりホッケー女子日本代表に選出されており、2016年リオデジャネイロオリンピックと2020年東京オリンピックに出場した 。東京オリンピック後に競技引退を決意するものの、2022年に復帰。一時、スペインのチームでプレーするが、代表選手としては珍しくフリー所属で現役を続ける。
2024年1月にラーンチーで開催された、2024年パリオリンピックの最終予選でインドを破り3位となり、3大会連続でのオリンピック出場を決めた。

## 参照資料
1. 1 2  “2018_永井_葉月 ｜ ホッケー 日本リーグ オフィシャルサイト”.   一般社団法人ホッケージャパンリーグ. 2019年10月24日閲覧。
2. ↑  “Hazuki Nagai”. Rio 2016. 2016年8月26日時点のオリジナルよりアーカイブ。2016年10月11日閲覧。
3. ↑  2018 Asian Games profile